# Рудник Маунт-Касі
Рудник Маунт-Касі — гірничодобувний майданчик у Меланезії, в державі Фіджі. На відміну від більшості золотих копалень країни, знаходиться на острові Вануа-Леву.
Вперше рудника Маунт-Касі ввели в дію у 1932 році, що зробило його першою великою копальнею в історії країни (найбільший золотий рудник Фіджі Ватукоула почав роботу на кілька років пізніше). Компанія Anglo Pacific Exploration (до якої пізніше приєдналась американська Newmont) вела видобуток по 1946 рік, при цьому було вилучено 261 тисячу тонн руди, що містила близько двох тонн золота. На закриття проєкту вплинуло загострення логістичних проблем під час Другої світової війни.
У 1997-му розробку повторно почала австралійська компанія Pacific Islands Gold. За проєктом передбачалось вести роботи чотири роки за допомогою кар'єру потужністю 0,5 млн тонн руди на рік, втім, вже у 1998-му на тлі падіння цін на золото розробку припинили (на цінову ситуацію також наклались проблеми з проєктуванням та внутрішні суперечки).
У 2019-му створили фіджійсько-австралійську компанію Aquilo Gold, що висловила бажання відновити роботи на Маунт-Касі. Втім, станом на 2024 рік вона при участі місцевих землевласників вела суперечку щодо прав на розробку з китайською Vatukoula Gold Mines (власником згаданого вище рудника Ватукоула).